# フランク・カーリチェック
フランク・カーリチェック (ドイツ語: Frank Karlitschek、1973年7月25日 - ) は、シュトゥットガルト在住のドイツのオープンソースプログラマである。
彼は自身のブログにおいて「プライバシーは民主主義の基盤である。」と主張している。
彼は人々が「インターネット時代には自分のデータを自身の管理下に置く基本的な権利を持つべきである。」と述べている。

## フリーソフトウェア
彼は2001年からKDEへの貢献者であり、当初はウェブコミュニティとアーティストチームで活動していた。
彼は2003年からKDE e.V.のメンバーであり、2009年の夏には役員及び副代表に選出された。
2001年、彼はKDE-Look.orgを開始した。
aKademy 2008において、ソーシャルデスクトップのビジョンを発表した。
彼は更にOpen-PC及びOpen Collaboration Servicesプロジェクトを開始した。
ドイツ最大のLinuxに関するポッドキャストであるRadioTuxの共同ホストでもある。
2012年、彼はユーザーデータマニフェストイニシアティブを開始した。
彼はLinuxCon、Latinoware、openSUSE Conf及びAkademyなどの会議で基調講演を行っている。

## ownCloud
2010年、彼はCampKDEの基調講演でownCloudプロジェクトを開始し、2010年6月にバージョン1.0をリリースした。
彼はこのプロジェクトのプロジェクトリーダー兼メンテナーであった。
2010年、彼はownCloudの商用バージョンを提供するためにownCloud Inc.を共同設立した。
彼は最高技術責任者として勤務し、製品開発とコミュニティ関係を監督した。
2016年4月、彼はownCloud Inc.を退社した。

## Nextcloud
ownCloudから去ってから5週間後の2016年6月、彼はownCloudのフォークであるNextcloudを開始した。